# Кулиев, Али Муса оглы
Али Муса оглы Кули́ев (18 [31] мая 1912, Елизаветполь, Кавказское наместничество — 29 января 1989, Баку) — советский и азербайджанский нефтехимик.

## Биография
Родился 18 (31) мая 1912 год в Гяндже (нынешний Азербайджан). В 1927 году, после получения начального образования, переехал в Баку, где поступил в Педагогический техникум. В 1931 году по окончании техникума был направлен в Геранбойский район Азербайджана работать учителем в школе. В 1934 году поступил на химический факультет АзГУ, который окончил с отличием в 1939 году и был оставлен ассистентом на кафедре «Органическая химия».

## Научная и педагогическая деятельность
С 1937 года, параллельно с учёбой, Али Кулиев поступил на работу в лабораторию к своему учителю, академику Ю. Г. Мамедалиеву, в НИИ по переработке нефти старшим лаборантом. После окончания АГУ (нынешний БДУ) в том же институте занимал должность начальника участка и старшего инженера.
Во время Второй мировой войны Кулиев А. М. возглавил отдел, выполняющий военные заказы, в частности, по изготовлению и испытанию зажигательных противотанковых бутылок, «коктейлей Молотова», улучшенной конструкции. В эти годы А. М. Кулиев также занимался получением некоторых лекарственных и моющих веществ.
В 1943 году им была защищена кандидатская диссертация на тему: «Получение гексаметилентетраамина (уротропина) из природного газа».
В 1945 году в АзНИИ нефтепереработки была создана лаборатория «Синтеза присадок», которую возглавил А. М. Кулиев. В результате научных поисков ученого и коллектива впервые в Советском Союзе были получены и внедрены в производство присадки к смазочным маслам: АзНИИ депрессатор, АзНИИ-4.
В 1951 году получил степень Доктора химических наук.
Большое внимание А. М. Кулиев уделял подготовке высококвалифицированных кадров. С 1951 по 1960 год он возглавлял кафедру Органической химии БГУ, а с 1960 по 1974 год являлся профессором этой кафедры. В 1958 году был избран член-корреспондентом, а в 1959 году действительным членом (академиком) АН АзССР. С 1963 по 1967 год являлся академик-секретарем Отделения химических наук АН Азербайджана.
С 1959 по 1965 год возглавлял отдел Присадок и масел в Институте нефтехимических процессов АН Азербайджана. В 1965 году на базе этого отдела был создан единственный в СССР ИХП АН АзССР, который Кулиев возглавлял с 1965 по 1987 год.
Под его руководством защищены 6 докторских и 60 кандидатских диссертаций.
Научный опыт А. М. Кулиева воплотился в 8 монографиях, 670 научных статьях, 166 авторских свидетельствах на изобретения. Фундаментальная монография А. М. Кулиева «Химия и технология присадок к маслам и топливам» (1972) переведена и переиздана в Венгрии и Чехословакии, является настольной книгой широкого круга специалистов.
Диапазон научных интересов академика А. М. Кулиева охватывает широкие области химии: синтез алкилфенолов, ароматических тиолов, эпоксисоединений, сульфосоединений, многофункциональных полимеров, ингибиторов окисления, стабилизаторов, смазочно-охлаждающих жидкостей и др. Были созданы на их основе и внедрены в промышленность высокоэффективные присадки. К ним относятся производимые на различных заводах Советского Союза присадки Аз НИИ, Аз НИИ-4, Аз НИИЦИАТИМ-1, Аз НИИ-5, Аз НИИ-7, Аз НИИ-8, СБ-3, СК-3, СБ-3у, БФК, БФКу, ИНХП-21, ИХП-21, ИХП-101 и др.
Одним из научных приоритетов школы А. М. Кулиева были и сероорганические соединения различного строения. Он неоднократно представлял отечественную науку за рубежом, выступая с научными докладами в КНР, ГДР, СРР, ВНР, НРБ, ЧССР, Мексике и др.
Депутат ВС АзССР 8-9 созывов.
Умер 28 января 1989 года в Баку.
Учитывая выдающийся вклад в науку и технику, имя академика Али Муса оглы Кулиева было присвоено созданному им ИХП АН Азербайджана. Ежегодно присуждается премия молодым ученым химикам имени академика Али Кулиева.

## Награды и премии
- Заслуженный деятель науки АзССР (1974);
- Сталинская премия третьей степени (1948) — за разработку метода повышения качества нефтяных масел;
- Сталинская премия третьей степени (1951) — за разработку и внедрение нового вида присадки к смазочным маслам;
- Государственная премия АзССР (1970) — за разработку методов улучшения качества моторных масел путём добавления к ним высокоэффективных присадок и их композиций;
- Орден Трудового Красного Знамени;
- Три ордена «Знак Почёта»;
- Медали;
- Шесть Почётных грамот ВС АзССР;
- Две Золотые медали ВДНХ;
- Четыре Серебряные медали ВДНХ.